# Michi Knecht
Michi Knecht (* 1961) ist eine deutsche Ethnologin. Sie forscht und lehrt als Professorin für Ethnologie am Institut für Ethnologie und Kulturwissenschaft der Universität Bremen.

## Leben
Michi Knecht studierte Ethnologie, Soziologie, Psychologie und Geschichte an der Universität zu Köln und schloss als Magister ab. Anschließend promovierte sie in Empirischer Kulturwissenschaft und Ethnologie an der Eberhard-Karls-Universität Tübingen mit einer empirischen Arbeit zu den politischen, religiösen und wissensproduzierenden Praktiken der Lebensschutzbewegung. Sie war wissenschaftliche Mitarbeiterin am Ludwig-Uhland Institut für empirische Kulturwissenschaften und wissenschaftliche Assistentin am Institut für Europäische Ethnologie an der Humboldt-Universität. Sie lehrte und forschte u. a. am International Graduate Centre for the Study of Culture der Universität Gießen und an den Universitäten Graz, Basel und Kadir-Has (Istanbul). Ihre Habilitation an der Humboldt-Universität 2011 beschäftigte sich mit einer Kritik des Interpretaments der Medikalisierung, das heißt, sie legte eine Kritik der Vermittlungsformen eines gesellschaftlichen Veränderungsprozesses, in dessen Verlauf viele Lebensbereiche der Menschen in den Fokus systematischer medizinischer Forschung und Beeinflussung rücken (z. B. "wie beeinflussen die Reproduktionstechnologien gesellschaftliche Verhältnisse).
Eine von ihr betreute Arbeit kam wegen falscher Behauptungen über ethisch fragwürdige Handlungen in Kritik. Daraufhin widerrief sie die Darstellung teilweise, hielt aber den grundlegenden Vorwurf trotz nachgewiesenem Fehler aufrecht.
Des Weiteren setzte sie sich mit den Bedingungen ethnographischer Wissensproduktion (Wissenschaftskritik) im Themenfeld assistierender Reproduktionstechnologien (In-vitro-Fertilisation, ICSI, donogene Insemination usw.) auseinander.
Gegenwärtig forscht Michi Knecht zur Nutzung/Nicht-Nutzung von Reproduktionstechnologien in Regenbogenfamilien, zu den Implikationen dieser Technologien für Praktiken des Verwandtschaft-Machens in Istanbul, Berlin und im „transnationalen Dazwischen“, zur sozialen und kulturellen Produktivität von Anonymität sowie zu Prozessen einer (Bio)Ökonomisierung von Reproduktion.
Seit dem 1. März 2014 ist Knecht W3-Professorin für Ethnologie am Institut für Ethnologie und Kulturwissenschaft der Universität Bremen.

## Publikationen (Auswahl)
- 2019: Gesing, Friederike; Knecht, Michi; Flitner, Michael; Amelang, Katrin (Hrsg.): NaturenKulturen. Denkräume und Werkzeuge für neue politische Ökologien, Bielefeld: Transcript – Verlag für Kommunikation, Kultur und soziale Praxis 2019. ISBN 978-3-8376-4007-6; siehe www.hsozkult.de/publicationreview/id/rezbuecher-30696?
- 2012: IVF as Global Form. Ethnographic Knowledge, Practices and Transnational Encounters. Campus in Coop. With Chicago University Press.
- 2010: Samenbanken Samenspender. Ethnographische und historische Perspektiven auf Männlichkeiten in der Reproduktionsmedizin [Sperm Banks Sperm Donors. Ethnographic and Historiographic Perspectives on Maleness in Reproductive Medicine] (Ed. with Heinitz, Burghardt und Mohr) LIT-Verlag.